# البحث عن فاطمة
البحث عن فاطمة سيرة ذاتية للكاتبة الفلسطينية غادة الكرمي صدرت باللغة الإنجليزية عام 2002 وتُرجمت لعدة لغات أجنبية، وترجمها للغة العربية د.أحمد هلال يس. وتعتبر الرواية من أكثر كتب السيرة الذاتية التي تدور حول معاناة الفلسطينيين والنفي والتشريد، وفظاعة الظلم الذي حدث في فلسطين، حيث طرد أكثر من نصف مليون من أهلها عام 1948 وسلبت منهم حقوقهم، وحرموا من الهوية، وتحملوا الجرائم والأخطاء التي ارتكبها سواهم.

## حول الرواية
قسمت الكرمي سيرتها الذاتية إلى ثلاثة أجزاء تتوافق مع التجربة الفلسطينية، أولاً فلسطين والأحداث التي سبقت النكبة. ثانيًا الحرب والوجود البريطاني. وثالثًا البحث عن فاطمة. بدأت مذكراتها من مسقط رأسها وتلقي الضوء فيها على الأحداث التي أرغمت عائلتها على مغادرة بلادهم والتخلي عن حقوقهم في حي القطمون، وهي منطقة سكنية على أطراف القدس، في أواخر الأربعينيات من القرن العشرين، وتعرض حياة أسرتها في القطمون، وتفشي اليهود في فلسطين، وتروي قصص حياتها العادية، كالنزهات التي كانت تقوم بها مع أخيها زياد والكلب ريكس، من أجل أن يضعوا الزينة على شجرة عيد الميلاد عند بيت الجيران، وأن يشاركوا في حفلات الاستقبال التي كانت تقيمها أمها وتدعو إليها الجارات، وهذا من ميزات المجتمع الفلسطيني. ثم انتقلت للحديث عن الأحداث التي حصلت بعد نكبة عام 1948 وتهجيرهم إلى دمشق ثم السفر إلى لندن والمفارقة في استقرارهم في حي يهودي في منطقة جولدرز جرين شمال لندن. ونمط حياة العائلة الذي سيتخذ ردة فعل مختلفة من الأب والام، فالأب سيتوجه للعمل مع هيئة الإذاعة البريطانية (البي بي سي)، وسيقرر التأقلم مع الحياة الإنجليزية. أما الأم والتي جعلت عقارب الساعة تتوقف عند عام 1948 وترفض إنجلترا ونمط الحياة الغربية. فتقرر أن تجعل من بيتها صورة للبيت الفلسطيني في وسط حي يسكنه اليهود، بغزل البسط، ووضع بلاط جديد (يشبه بلاط بيتهم في القطمون)، ومنع الوسائل التقنية الحديثة مثل التدفئة المركزية والثلاجة، ورفض تزيين البيت، لأنها كانت مؤمنة بأنها سترجع إلى فلسطين عاجلاً أو آجلاً.
وبعد تخرجها من جامعة بريستول عام 1964، تزوجت من البريطاني جون ثرونلي والذي كان سبباً بمقاطعة عائلتها لها، ولكن بعد نكسة عام 1967 وعدم تعاطف زوجها مع الفلسطينيين انتهى الأمر بالطلاق.
أما الجزء الأخير من المذكرات وهو البحث عن فاطمة، فاطمة الباشا هي فلاحة من قرية المالحة، وهي التي تقوم بإعداد الطعام وتنظيف الملابس ورعاية ال الكرمي، ووجود فاطمة في بداية السيرة الذاتية منح الكاتبة مصدر أمن وراحة، وفي الأجزاء الأخيرة من المذكرات تتحول فاطمة لرمزٍ للوطن التي بدأت تتوق إليه غادة بعدما كبرت. كما تخوض الكاتبة في المعنى الرمزي لاسم فاطمة الذي هو رمز الهوية الثقافية الفلسطينية. إذ تبدأ بالإشارة إلى أن فاطمة بردائها التقليدي المطرز رمزاً على حياة الفِلاحة في فلسطين، ولكنها الآن بذاك الرداء المطرز نفسه قد أصبحت رمزاً للتراث الوطني الفلسطيني، أما الفلاحون التي تنتمي فاطمة إليهم فهم رمز الإصرار والبساطة والثبات أمام الاعتداء الصهيوني.
في النهاية حاولت الكاتبة إيصال فكرة أن الهوية الفلسطينية كما الحقيقة ثابتة لا تتحور، وإن القصة الفلسطينية ستظل تُحكى ليعرفها الجميع.